# 신윤아
신윤아(1991년 3월 19일 ~ )는 대한민국의 가수다. 2011년 RH 싱글 앨범 [날 잊지는 마]로 데뷔했다.

## 방송
- 후계자 (2015) - Top6

## 음반
- 판키워 (2019)
- Spicy (2019)

### RH
- 날 잊지는 마 (2011)
- 소울메이트 (2011)